# Aldrovanda inopinata
Aldrovanda inopinata ist eine ausgestorbene Art aus der Familie der Sonnentaugewächse (Droseraceae). Sie lebte vor rund 6 Millionen Jahren und ist die einzige fossile Verwandte der rezenten Wasserfalle (Aldrovanda vesiculosa), von der vegetative Teile als Fossilien erhalten sind.

## Beschreibung
Von der Art sind ausschließlich Fossilien des Blattwerks erhalten. Die rundlichen bis löffelförmigen Blätter sind 3 bis 4 Millimeter lang und 2,5 bis 3 Millimeter breit und werden von einem 150 µm dicken, unverzweigten zentralen Leitbündel durchzogen, das am Ende der Spreite in eine aus der Spreite heraustretende, schwanzartige, fransige Spitze übergeht. Das Mesophyll ist dreischichtig.
Von außen nach innen lässt sich das Blatt in drei Zonen gliedern: Nach dem sehr schmalen und dünnhäutigen Rand folgt ein etwas breiterer, geriefter Bereich, der um das Innere der Spreite herumläuft, das sich wiederum aus sehr kleinen Zellen zusammensetzt. Ebenso wie der geriefte Bereich ist das Spreiteninnere mit teils in Gruppen stehenden Drüsen besetzt. Im Unterschied zur rezenten Aldrovanda vesiculosa finden sich weder vierarmige Absorptionsdrüsen noch Fühlborsten; ob letztere bei der Art fehlen oder ob sie nur nicht erhalten sind, lässt sich nicht mit absoluter Sicherheit sagen.

## Verbreitung und Funde
Alle Funde der Art stammen aus dem Unterflöz der Braunkohle von Wackersdorf. Ursprünglich bewohnte sie Röhrichtzonen seichter Gewässer und fand sich vergesellschaftet u. a. mit Ingwergewächsen und Schraubenbäumen. Im Oberflöz verschwindet sie dann, da das Gelände zu der Zeit austrocknete. Insgesamt hat sie unter sehr luftfeuchten und warmen, subtropischen Bedingungen existiert.

## Etymologie
Das Epitheton inopinata leitet sich vom lateinischen inopinatus für „unvermutet, überraschend“ her. Zwar sind rund zwanzig ausgestorbene Arten der Gattung Aldrovanda fossil nachgewiesen, alle waren aber nur von fossilen Samen oder Pollen her bekannt. Aufgrund der Zartheit der Pflanzen und ihrer geringen Masse galt der Fund von vegetativen Fossilien von Aldrovanda als äußerst unwahrscheinlich und kam sehr überraschend, dies schlug sich im Artnamen nieder.